# Торрес, Хоакин
Хоакин Эдуардо Торрес (исп. Joaquín Eduardo Torres; род. 28 января 1997, Неукен) — аргентинский футболист, полузащитник клуба «Филадельфия Юнион», выступающий на правах аренды за клуб «Универсидад Католика».

## Карьера
Торрес — воспитанник клубов «Патагония» и «Ньюэллс Олд Бойз». 29 марта 2015 года в матче против «Бельграно» он дебютировал в аргентинской Примере в составе последних. 16 сентября 2017 года в поединке против «Олимпо» Хоакин забил свой первый гол за «Ньюэллс Олд Бойз». В августе 2019 года Торрес на правах аренды перешёл в греческий «Волос». 21 сентября в матче против ОФИ он дебютировал в греческой Суперлиге. В этом же поединке Хоакин забил свой первый гол за «Волос».
В феврале 2021 года Торрес продлил контракт с «Ньюэллс Олд Бойз» до декабря 2022 года и отправился в аренду в канадский «Клёб де Фут Монреаль» до конца сезона MLS 2021 с опцией выкупа. За «КФ Монреаль» он дебютировал 8 мая в матче против «Ванкувер Уайткэпс», выйдя на замену во втором тайме вместо Джордже Михайловича. 17 июля в поединке против «Цинциннати» он забил свой первый гол за «КФ Монреаль». 21 октября «Клёб де Фут Монреаль» объявил о выкупе Торреса у «Ньюэллс Олд Бойз» и подписал с ним двухлетний контракт до конца сезона 2023 с двумя опциями продления на сезоны 2024 и 2025. Сумма трансфера составила 300 тыс. евро.
26 января 2023 года Торрес был продан в «Филадельфию Юнион» за сумму до $800 тыс. в общих распределительных средствах ($250 тыс. в сезоне 2023, $250 в сезоне 2024 и условные до $300 тыс. в зависимости от достижения им определённых показателей). За «Юнион» он дебютировал 25 февраля в матче стартового тура сезона 2023 против «Коламбус Крю», выйдя на замену на 79-й минуте вместо Микаэля Уре и отметившись голевой передачей. 11 марта в поединке против «Чикаго Файр» он забил свой первый гол за «Юнион».
22 февраля 2024 года Торрес отправился в аренду в чилийский «Универсидад Католика» до конца сезона 2024 с опцией выкупа.

## Достижения
Командные
 «Клёб де Фут Монреаль»
- Победитель Первенства Канады: 2021